# 戴维·阿迪昂
戴维·拉尼博克·阿迪昂（英語：David Ranibok Waiau Adeang；1969年11月24日—），瑙鲁政治人物，现任瑙鲁总统，2023年10月30日当选。
戴维是瑙鲁前总统肯南·阿迪昂之子。戴维担任瑙鲁第33任总统期间，瑙鲁于2024年1月与中华民国断交并恢复了与中华人民共和国自2005年中断的邦交。
其外曾祖父司徒氏祖籍广东江门开平市赤坎镇中股村忠心里，其先祖下南洋谋生，后辗转迁往瑙鲁发展。2025年7月，戴维·阿迪昂前往广东寻根。